# Пайгусовское сельское поселение
Пайгусовское се́льское поселе́ние — муниципальное образование (сельское поселение) в Горномарийском районе Марий Эл Российской Федерации.
Административный центр — село Пайгусово.

## География
Поселение расположено в юго-западной части Горномарийского района и граничит с севера и северо-востока — с Емешевским сельским поселением, с востока — с Еласовским сельским поселением, с юга — с Чувашской Республикой, с запада — с Нижегородской областью, с северо-запада — с Микряковским сельским поселением.

## История
Пайгусовское сельское поселение образовано в 1954 году.
Статус сельского поселения установлен Законом Республики Марий Эл от 18 июня 2004 года № 15-З «О статусе, границах и составе муниципальных районов, городских округов в Республике Марий Эл».
Состав и границы поселения определены Законом Республики Марий Эл от 28 декабря 2004 года № 62-З «О составе и границах сельских, городских поселений в Республике Марий Эл».

## Население
| 2002  | 2010  | 2011  | 2012  | 2013  | 2014  | 2015  | 2016  | 2017  |
| ----- | ----- | ----- | ----- | ----- | ----- | ----- | ----- | ----- |
| 1645  | ↗2846 | ↘2824 | ↘2725 | ↘2612 | ↘2538 | ↘2505 | ↘2469 | ↘2400 |
| 2018  | 2019  | 2020  | 2021  | 2023  |       |       |       |       |
| ↘2353 | ↘2270 | ↘2221 | ↘2126 | ↘2097 |       |       |       |       |

Численность населения за счёт естественной убыли и миграционного оттока стабильно уменьшается.

## Состав сельского поселения
| №  | Населённый пункт | Тип населённого пункта       | Население |
| -- | ---------------- | ---------------------------- | --------- |
| 1  | Актушево         | деревня                      | →112      |
| 2  | Алатаево         | деревня                      | ↗87       |
| 3  | Алманово         | деревня                      | ↗81       |
| 4  | Атюлово          | деревня                      | ↗53       |
| 5  | Атюловский       | деревня                      | ↘8        |
| 6  | Березово         | деревня                      | ↗70       |
| 7  | Верхнее Акчерино | деревня                      | ↗71       |
| 8  | Илдаркино        | деревня                      | ↘38       |
| 9  | Исюткино         | деревня                      | ↗65       |
| 10 | Каранькино       | деревня                      | ↘17       |
| 11 | Красное Селище   | деревня                      | ↘38       |
| 12 | Красный Май      | выселок                      | ↘19       |
| 13 | Ленинский        | выселок                      | ↗36       |
| 14 | Макаркино        | деревня                      | ↗172      |
| 15 | Мидяшкино        | деревня                      | ↗63       |
| 16 | Микушкино        | деревня                      | ↗7        |
| 17 | Мятиково         | деревня                      | ↗35       |
| 18 | Новая Слобода    | деревня                      | ↗144      |
| 19 | Пайгусово        | село, административный центр | ↗355      |
| 20 | Пактаево         | деревня                      | ↘17       |
| 21 | Пернянгаши       | деревня                      | ↗245      |
| 22 | Порандайкино     | деревня                      | ↗48       |
| 23 | Пятилиповка      | деревня                      | ↗94       |
| 24 | Революция        | выселок                      | ↗152      |
| 25 | Салмандаево      | деревня                      | ↗152      |
| 26 | Сидулино         | деревня                      | ↘53       |
| 27 | Студеная Колода  | деревня                      | ↗65       |
| 28 | Тегаево          | деревня                      | ↗21       |
| 29 | Тушево           | деревня                      | ↘57       |
| 30 | Федоткино        | деревня                      | ↗51       |
| 31 | Цыганово         | деревня                      | ↗147      |
| 32 | Цыгановский      | выселок                      | ↘43       |
| 33 | Четаево          | деревня                      | →14       |
| 34 | Шимваж           | деревня                      | ↗25       |
| 35 | Шуркушерга       | деревня                      | ↗23       |
| 36 | Этвайнуры        | деревня                      | ↗144      |
| 37 | Яматайкино       | деревня                      | ↘36       |
| 38 | Яштуга           | деревня                      | ↗150      |

Упразднённые населённые пункты
- В 2014 году деревня Нижняя Акчерино вошла в состав деревни Верхнее Акчерино.
- В 2025 году деревни Карманеры и Лидывуй включены в состав деревни Алатаево[19].

## Экономика
На территории поселения расположены следующие сельскохозяйственные предприятия:
- ООО «Агрофирма „Виктория“»;
- СПК-колхоз «Сурский».

Основное направление сельского хозяйства — производство овощей, зерна, картофеля, продуктов животноводства.
На территории поселения действуют несколько образовательных учреждений общего и дошкольного образования. Имеются учреждения культуры, здравоохранения, территориальный пункт полиции, отделения связи, торговые объекты, объекты общественного питания и другие объекты социальной и коммунальной инфраструктуры.